# 戀愛構造/Trickster
「戀愛構造/Trickster」（ ）是日本配音員新谷良子的第四張細碟。商品編號為LACM-4155。

## 收錄曲
1. - 作詞：Funta、作曲：太田雅友、編曲：宅見将典
2. - 作詞：R・O・N、作曲：R・O・N、編曲：R・O・N
3. （INST）
4. （INST）